# Saint-Étienne-de-Brillouet
Saint-Étienne-de-Brillouet är en kommun i departementet Vendée i regionen Pays de la Loire i västra Frankrike. Kommunen ligger i kantonen Sainte-Hermine som tillhör arrondissementet Fontenay-le-Comte. År 2022 hade Saint-Étienne-de-Brillouet 613 invånare.

## Befolkningsutveckling
Antalet invånare i kommunen Saint-Étienne-de-Brillouet
| Referens: INSEE |